# روبرت سيودماك
روبرت سيودماك (8 أغسطس 1900 – 10 مارس 1973) هو مخرج أفلام ألماني كان يعمل أيضًا في الولايات المتحدة. وهو مشهور باختصاصه بأفلام الإثارة، وبإخراجه سلسلة من أفلام نوار مُنمقة ومتواضعة في العقد 1940، مثل فيلم ذا كيلرز (القتلة) (1946).

## نشأته
وُلد سيودماك في درسدن، ألمانيا، وهو ابن روزا فلبين وإغناتس سيودماك، وإخوته: كيرت، وفيرنر، ورولاند. انحدر والداه من عائلتين يهوديتين في لايبزيغ (إذ إنه اضطر إلى اختلاق قصة ولادته في ممفيس، تينيسي، حتى يتمكن من الحصول على تأشيرة السفر إلى باريس في أثناء الحرب العالمية الثانية). عمل روبرت مخرجًا مسرحيًا وموظفًا في البنك قبل أن يصبح محررًا ومؤلف سيناريو لحساب كورتيس برنار في عام 1925 (أخرج برنار فيلمًا مستوحى من قصة سيودماك كونفليكت (النزاع) في عام 1945). عمل سيودماك وهو بعمر السادسة والعشرين لحساب ابن عمه، المُنتج سيمور نيبنزال، في تجميع الأفلام الصامتة الأصلية من أرشيف أشرطة الأفلام القديمة. ظل سيودماك يعمل في تلك الوظيفة حتى نجح في إقناع ابن عمه بتمويل إنتاج أول أفلامه؛ التحفة الفنية الصامتة مينشن أم زونتاغ (الناس في يوم الأحد) التي صدرت عام 1929. شارك بيلي وايلدر في كتابة السيناريو مع كيرت سيودماك الذي ألف سيناريو فيلم ذي وولف مان (الرجل الذئب) (1941) في وقت لاحق. كان ذلك آخر أفلامه الألمانية الصامتة وتضمن عدة فنانين من هوليوود مثل فريد زينمان، وإدغار أولمر، وأويغن شوفتان. عقب ذلك، أخرج سيودماك فيلم الكوميديا أبشيد (الوداع) في عام 1930، وهو أول فيلم ألماني بالصوت والصورة، من تأليف الكاتبين إمريك بريسبرغر وإرما فون كوبي، وتلاه فيلم دير مان، دير زاينن موردا زوخت (الرجل الذي يبحث عن قاتله)، وهو فيلم كوميدي مثل سابقه، ولكنه مختلف وغير اعتيادي، ومن المرجح أنه من نسج خيال بيلي وايلدر. بعد ذلك، طوّر سيودماك أسلوبه الخاص في فيلم الجريمة التشويقي شتورميه دير لايدينشافت (عواصف العشق) من بطولة إميل ياننغز وآنا ستين.
مع صعود النازية وشن وزير الإعلام الخاص بهتلر، يوزف غوبلز، هجومًا صحفيًا على فيلم برينينديس غيهايمنيس (السر الملتهب) في عام 1933، غادر سيودماك ألمانيا متجهًا إلى باريس. في ظل تلك الظروف، ازدهر نشاطه الإبداعي، وعمل على مدار السنوات الست التالية في إخراج عدة أنواع من الأفلام، مثل أفلام الكوميديا (لو سيكس فيبل (الجنس الأضعف) ولا ڤي باريزيين (الحياة الباريسية))، والأفلام الغنائية (لا كريس إي فيني (انفرجت الأزمة) بطول دانييل داريو)، والدراما (ميستر فلو، وكارغيزون بلونش (الشحنة البيضاء)، ومولنارد بطولة غابريل دورزيا، وبييج (العمود الشخصي) بطولة موريس شيفالييه وإريك فون شتروهايم). كان سيودماك على وشك أن يصبح خلفًا لرينيه كلير قبل أن يضطره هتلر إلى الرحيل من جديد. وصل سيودماك إلى كاليفورنيا في عام 1939، حيث صنع 23 فيلمًا من بينها أفلام تشويق وجريمة ذائعة الصيت، ويعتبرها نقاد اليوم ضمن كلاسيكيات أفلام النوار.

## جوائز وترشيحات
حصل على جوائز منها:
- جائزة برلين للفنون [الإنجليزية]‏ (1958).

ترشح لـ:
- جائزة الأوسكار لأفضل مخرج، عن عمل: The Killers (1946 film) [الإنجليزية]‏.

## وصلات خارجية
- روبرت سيودماك على موقع IMDb (الإنجليزية)
- روبرت سيودماك على موقع الموسوعة البريطانية (الإنجليزية)
- روبرت سيودماك على موقع مونزينجر (الألمانية)
- روبرت سيودماك على موقع ألو سيني (الفرنسية)
- روبرت سيودماك على موقع تيرنر كلاسيك موفيز (الإنجليزية)
- روبرت سيودماك على موقع أول موفي (الإنجليزية)
- روبرت سيودماك على موقع قاعدة بيانات الأفلام السويدية (السويدية)
- روبرت سيودماك على موقع إن إن دي بي (الإنجليزية)
- روبرت سيودماك على موقع قاعدة بيانات الفيلم (الإنجليزية)
- روبرت سيودماك على موقع كينوبويسك (الروسية)